# NGC 703
NGC 703 es una galaxia lenticular ubicada a 240 millones de años luz de distancia en la constelación de Andrómeda. La galaxia fue descubierta por el astrónomo William Herschel el 21 de septiembre de 1786 y también es miembro de Abell 262.
NGC 703 está clasificado como una galaxia radial.